# هونغ تشاو
هونغ تشاو (وُلِدت سنة 1979) هي ممثلة أمريكية معروفة لدورها في الفيلم الأمريكي Downsizing الذي رشحت من أجله لعدة جوائز كأفضل ممثلة مساعدة. كما أيضًا ظهرت في المسلسل التلفزيوني الأمريكي ترم (2010-2013) الفيلم الأمريكي خطيئة متأصلة (2014). والدا تشاو هما من أصلي فيتنامي عاشا في مخيم للاجئين في تايلاند بعد فرارهم من فيتنام في أواخر السبعينيات، وانتقلت العائلة بعدها للعيش في الولايات المتحدة. نشأت تشاو في نيو اورلينز بلويزيانا وتخصصت في الدراسات السينمائية في جامعة بوسطن ثم اختارت التمثيل مهنة لها.

## حياتها
كان والدا تشاو من بين الفارين من فيتنام سنة 1979 وقد كانت والدتها آنذاك حاملا بها في الشهر السادس وتمت الولادة في مخيم للاجئين في تايلاند من نفس السنة. أخذت عائلة من لويزيانا عائلة تشاو للعيش معهم.

## أعمالها
مدرج أدناه الأدوار التي مثلت فيها تشاو سواء في أفلام أو في مسلسلات تلفزيونية أو على الإنترنت.
- خنادق (2009-2010) – سلسلة ويب
- تريم (2011-2013) – مسلسل تلفزيوني
- A إلى Z  – مسلسل تلفزيوني
- خطيئة متأصلة (2014) – فيلم طويل
- أكاذيب كبيرة صغيرة (2017) – مسلسل
- تقليص (2017) – فيلم طويل

## جوائز
| العام | الفيلم | الجائزة                                                       | حفل                                                     | نتيجة       | Ref.  |
| ----- | ------ | ------------------------------------------------------------- | ------------------------------------------------------- | ----------- | ----- |
| 2017  | تقليص  | جائزة اختيار النقاد لأفضل ممثل مساعدة                         | حفل توزيع جوائز اختيار النقاد الثالث والعشرون           | في الانتظار | [ 4 ] |
| 2017  | تقليص  | جائزة غولدن غلوب لأفضل ممثلة – فيلم                           | حفل توزيع جوائز الغولدن الغلوب الخامس والسبعون          | في الانتظار | [ 5 ] |
| 2017  | تقليص  | جائزة نقابة ممثلي الشاشة لأفضل أداء من طرف ممثلة في دور مساعد | حفل توزيع جوائز نقابة ممثلي الشاشة الرابع والعشرون      | في الانتظار | [ 6 ] |
| 2017  | تقليص  | جائزة رابطة بوابة سانت لويس للنقاد لأفضل ممثلة مساعدة         | حفل توزيع جوائز رابطة بوابة سانت لويس للنقاد الرابع عشر | رُشِّح         | [ 7 ] |

## روابط خارجية
- هونغ تشاو على موقع IMDb (الإنجليزية)
- هونغ تشاو على موقع ألو سيني (الفرنسية)
- هونغ تشاو على موقع قاعدة بيانات الفيلم (الإنجليزية)